# Молейнс, Уильям (1378—1425)
Уильям Молейнс (англ. William Moleyns; 7 января 1378, Лондон, Королевство Англия — 8 июня 1425) — английский рыцарь, богатый землевладелец, член парламента в 1414 году.

## Биография
Уильям Молейнс принадлежал к богатому рыцарскому роду. Некоторые писатели XIX века называют его бароном и потомком баронов, но это не так: в действительности никого из Молейнсов не вызывали в парламент как лорда. Уильям родился в 1378 году в семье сэра Ричарда Молейнса из Стоук-Погеса и его жены Элеаноры, которая считается дочерью Генри Бомонта, 3-го барона Бомонта, и Маргарет де Вер. Уже в 1384 году он потерял отца, но его владения получил только в 1399 году, когда стал совершеннолетним. До этого Молейнса опекал Томас Вудсток, герцог Глостер, заплативший короне 700 фунтов стерлингов. Вскоре Молейнс унаследовал и земли деда, умершего в 1381 году сэра Уильяма Молейнса, которые до этого принадлежали его вдове Марджори Бэкон. Это сделало Уильяма-младшего владельцем 10 маноров в Бакингемшире, шести в Уилтшире и трех в Оксфордшире, а также земель в Норфолке.
Молейнс заседал в местных комиссиях в Бакингемшире. В 1413 году король Генрих V посвятил его в рыцари, в апреле 1414 года сэр Уильям был избран членом парламента как рыцарь от графства Уилтшир. Он умер в 1425 году и был похоронен в церкви святого Джайлса в Стоук-Погесе.
Сэр Уильям был женат на женщине из Корнуолла по имени Марджори с неясным происхождением. В некоторых источниках она фигурирует под фамилией Уэйлсборо. В этом браке родились:
- Кэтрин[3] (умерла в 1465), жена Джона Говарда, 1-го герцога Норфолка[4];
- Анна, жена Льюиса Клиффорда[1];
- Джон[1];
- Уильям (1405—1429)[2].